# Kleophon
Kleophon (griechisch Κλεοφῶν Kleophṓn; † 404 v. Chr.), Sohn des Kleippidos, war ein athenischer Politiker im 5. Jahrhundert v. Chr. während des Peloponnesischen Krieges. Ab 411 v. Chr. war er Führer der radikalen Demokraten und setzte sich für die Fortführung des Krieges ein.

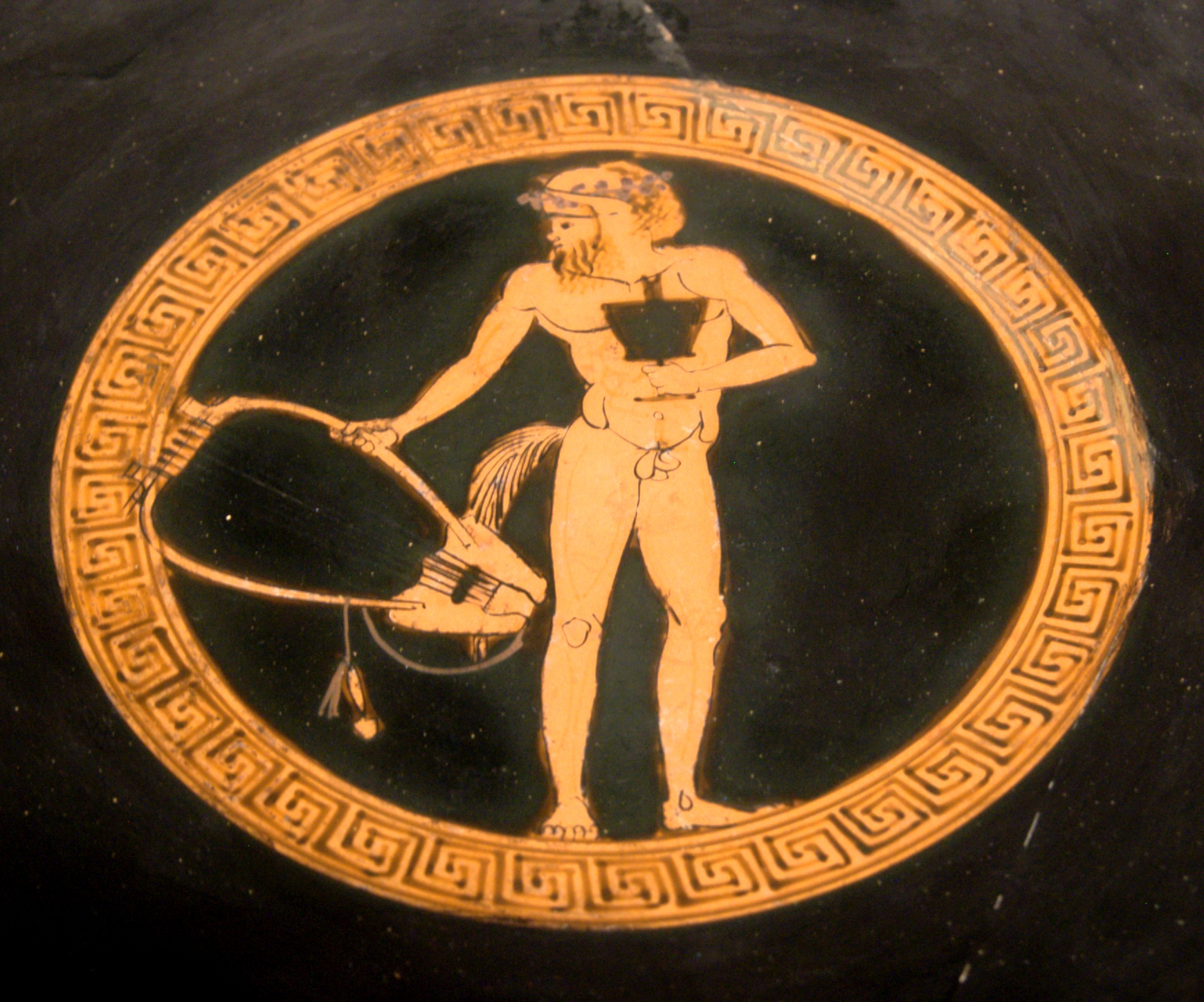
Satyr mit griechischer Lyra

## Aufstieg
Mehrere antike Autoren sagen Kleophon eine niedrige Herkunft nach, doch sind diese Vorwürfe seit der Entdeckung seines Vaternamens zumindest teilweise zu korrigieren. Vermutlich stammte seine Mutter allerdings aus Thrakien, womit die Kritik an seiner ungepflegten Ausdrucksweise zu erklären wäre. Eine Scherbe mit dem gleichen Patronym lässt außerdem vermuten, dass er einen Bruder namens Philinos hatte. Immerhin musste Kleophon sein Vermögen aber wohl selber erwerben und arbeitete zunächst als Lyrenfabrikant. 
Eine führende Rolle Kleophons in der athenischen Politik ist erstmals belegt durch die auf ihn entfallenen Stimmen beim Scherbengericht (Ostrakismos) des Jahres 417 v. Chr., durch das infolge einer Absprache zwischen den führenden Staatsmännern Alkibiades und Nikias der Demagoge Hyperbolos verbannt wurde. Anscheinend waren aber auch auf Kleophon nicht gerade wenige Stimmen entfallen, da sein Name unter den aufgefundenen Scherben sogar am häufigsten genannt wird.

## Führer der Kriegspartei
Nachdem Alkibiades und Nikias infolge der unglücklichen Sizilienexpedition als Konkurrenten ebenfalls ausgeschieden waren, war Kleophon spätestens seit dem oligarchischen Intermezzo des Jahres 411 v. Chr. der tonangebende Demagoge in der attischen Volksversammlung. Als Führer der radikalen Kriegspartei wandte er sich gegen jede Friedensinitiative. Nach dem überraschenden Sieg in der Schlacht von Kyzikos 410 v. Chr. wiegelte er das Volk durch eine flammende Rede auf und erwirkte damit die Zurückweisung des spartanischen Friedensangebots.

## Sozialpolitiker
Mithilfe der nach dem Sieg von Kyzikos und der Einnahme von Byzanz wieder stärker fließenden Tribute und Zolleinnahmen führte er als Leiter der Finanzverwaltung die Diobelia ein, eine Staatspension für verarmte Bürger, die zur kritischen Finanzlage Athens in den letzten Kriegsjahren beitrug. Wohl auch dank dieser Maßnahme gelang ihm jedoch die Schaffung einer soliden Machtbasis in der Volksversammlung, mit deren Hilfe er die athenische Politik über mehrere Jahre dominierte.

## Durchhalteparolen
Nach der siegreichen Schlacht bei den Arginusen 406 v. Chr. vereitelte Kleophon erneut die Aufnahme von Friedensverhandlungen mit Sparta. Nach der vernichtenden Niederlage der athenischen Flotte in der Schlacht von Aigospotamoi 405 v. Chr. beschuldigte er den Staatsrat des Verrats. Ungeachtet der verzweifelten Lage der Stadt verwarf er noch während der Belagerung durch Lysander alle Friedensbedingungen der Spartaner und ließ ein Dekret verabschieden, nach dem jeder Verhandlungsvorschlag mit dem Tode bestraft werden sollte.

## Anklage und Tod
Die oligarchischen Führer Satyros und Chremon, die später zu den 30 Tyrannen unter Kritias gehörten, ließen ihn schließlich aufgrund einer fingierten Anklage wegen militärischer Pflichtverletzung festnehmen und in den Kerker werfen. Da sie um den Ausgang des Verfahrens fürchteten, bestachen sie den athenischen Stadtschreiber Nikomachos, ein gefälschtes Gesetz herauszugeben, um eine günstigere Zusammensetzung des Gerichts zu erreichen. Mit diesem Trick gelang schließlich die Verurteilung Kleophons. Da er anscheinend immer noch über zahlreiche Anhänger verfügte, kam es während seiner Hinrichtung zu Unruhen in Athen.

## Rezeption
Wegen seiner Kriegshetze wurde Kleophon von der zeitgenössischen Komödie heftig gescholten. Der Komödiendichter Aristophanes machte ihn 405 v. Chr. in seinen Fröschen lächerlich. Der Komiker Platon widmete ihm sogar eine ganze Komödie mit dem Titel Kleophon, die allerdings bei den Lenäen des Jahres 405 v. Chr. hinter den Fröschen des Aristophanes und den Musen des Phrynichos nur den dritten Platz belegte. Noch Aristoteles kritisierte ihn in seiner Schrift über den Staat der Athener und berichtet, dass er sich betrunken und in voller Rüstung in die Volksversammlung begab, um die Athener von ihrer Friedensbereitschaft abzubringen.

## Beurteilung
Die antiken Autoren sagten Kleophon ein vulgäres Auftreten nach, womit sie ihn in eine Reihe stellten mit seinen Vorgängern Kleon und Hyperbolos, die als Führer der radikalen Demokraten ebenfalls die Gunst des einfachen Volkes durch ihr angeblich unflätiges Gebaren erlangten. Der Rhetor Lysias behauptet, dass er deshalb auch unter den Demokraten nicht nur Freunde hatte. Immerhin erkennt er aber an, dass Kleophon sich wohl nicht auf Staatskosten bereicherte und anscheinend mittellos starb.
Nach Konrat Ziegler war er „offenbar ein verrannter, aber uneigennütziger Patriot“. Durch seinen anhaltenden Widerstand gegen jeden Kompromissfrieden hatte Kleophon entscheidenden Anteil an der Niederlage Athens im Peloponnesischen Krieg und am Verlust des Attischen Reiches, das ihm so sehr am Herzen lag.